# Walter Coutts
Walter Coutts (ur. 30 listopada 1912 w Aberdeen, zm. 4 listopada 1988 w Perth) – brytyjski administrator kolonialny i ostatni gubernator kolonii Uganda od 1961 do 1962. Pierwszy gubernator generalny niepodległej Ugandy od 9 października 1962 do 9 października 1963. Administrator kolonii Saint Vincent i Grenadyny od 1948 do 1955.